# Petrolândia (Pernambouc)
Petrolândia est une municipalité brésilienne située dans l'État du Pernambouc.